# Цирцея (картина Вотергауса)
«Цирцея»  (лат. Circe Invidiosa) — картина англійського художника Джона Вільяма Вотерхауса, написана в 1892 році. Полотно входить в колекцію Художньої галереї Південної Австралії в Аделаїді, де знаходиться ще одна картина художника «Фаворити імператора Гонорія».

## Сюжет і опис
Легенда про Цирцею, Главка і Сциллу бере свій початок в книзі XIV «Метаморфоз». 
51] Тиха та скромна була під навислою скелею заводь -
52] Скілли улюблений схов. Од запеклості неба і моря
53] Німфа тікала туди, коли сонце, підбившись найвище,
54] Тіні гірських верховин і дерев найкоротше втинало.
55] Води затону цього каламутить богиня; отруту
56] Ллє чародійну туди і шкідливого кореня соком
57] Скроплює, й тричі по дев'ять разів повторяє, чаклунка,
58] Темні, лиш їй зрозумілі слова заклинальної пісні.
59] Скілла прийшла і пірнула до пояса в води затону.
60] Раптом, жахнувшись, довкіл живота свого бачить, неначе
61] Звірі якісь гавкотять. Як повірити їй, що ці пащі -
62] їй же належать тепер? Утекти, захиститись, відбитись
63] Хоче від лютих собак, але всюди з собою їх тягне.
64] Мацає поперек, ноги і стегна, усе своє тіло,-
65] Що не мацнула б, однак,- натрапляє рукою на хижі
66] Пащі й на пащах стоїть; животом, що наїжився ними,
67] Лоном, боками - на спини таких же натискує звірів.
Вотерхаус показує Цирцею, яка витає над водою в печері і виливає яскраво–зелений трунок у воду затону.  Жахливе перетворення йде повним ходом: під ногами Сцилли у вируючій глибині в’ються темні сили, які  перетворюють її в морське страховисько через те, що Главк знехтував романтичними почуттями богині, прагнучи любові Сцилли. Однак, ні людська постать Сцилли, ні монстри не є тут головними. Увагу привертає сила Цирцеї, її ревнощі, які керують цією сценою.

## Аналіз
Картина — данина поваги Овідію, де Вотерхаус показує поетичну класику художніми засобами. Ентоні Хобсон описує картину, як таку, яка «наділена аурою небезпеки, пов'язаної з кольоровою гамою глибокого зеленого і синього, так добре використаною [Вотерхаусом]» . Ці кольори «близькі до вітражів або коштовностей» згідно Глісона Уайта. Джудіт Ярналл, також, поділяє думку про колір і згадує «цілісність ліній» в картині. Вона каже, що взяті разом перші дві Цирцеи Вотерхауса піднімають питання: «Вона богиня чи жінка?». Цирцея ілюструє експерименти Вотерхауса з архетипом фатальної жінки. З іншого боку, Кріс Вудс стверджує, що зображена Вотерхауса Цирцея не є повністю злим, руйнівним або жахливим персонажем, як в картинах з жіночими міфологічними фігурами Гюстава Моро або інших європейських символістів, а показана трагічною постаттю: вона «Не в силах впоратися з тим, що робить, і швидше за все шкодує про це». 